# 林宗弘
林宗弘（1974年—）是一名台灣社會學家，中央研究院社會學研究所研究員。專門為研究災難社會學、比較政治經濟學、量化方法以及中港關係、中台關係等等。
早年畢業於臺北市立建國高級中學、國立臺灣大學經濟系，及後於國立清華大學社會學研究所取得碩士學位，再於2008年從香港科技大學社會科學部取得博士學位，指導老師為吳曉剛和邊燕杰。他也長年活躍於各種社會運動。

## 外部鏈接
- 中央研究院社會所 個人網站 （页面存档备份，存于）